# Expertkommittén för översättning av finskspråkig facklitteratur till svenska
Expertkommittén för översättning av finskspråkig facklitteratur till svenska är ett med finländska medel finansierat organ som utger stöd för översättning av finskspråkig facklitteratur till svenska språket. Stöd utgår till översättaren eller till förläggaren efter ansökan till kommittén. 

## Kommitténsledamöter(2005)

### Svenska avdelningen
- Akademirådet Kai-Inge Hillerud (ordförande)
- Chefredaktören Anders Björnsson
- Överintendenten Agneta Lundström
- Intendenteb Inga Elmqvist (sekreterare)

### Finska avdelningen
- Professor Juhani Lokki (ordförande)
- Professor Kaisa Häkkinen
- Docent Laura Kolbe
- Projektkoordinatorn Tiina Lehtoranta (sekreterare)